# Westminster
Westminster (/ˈwɛs(t)mɪnstər/) è un quartiere della città di Westminster, nel West End di Londra, in Inghilterra.
Ubicato a circa 700 metri a sud di Charing Cross e a circa 3 chilometri a sud-ovest della cattedrale di San Paolo, nella Città di Londra, Westminster si trova lungo la riva settentrionale del fiume Tamigi.
All'interno di questo quartiere si trovano molti palazzi storici e delle attrazioni turistiche di Londra, tra cui il palazzo di Westminster (sede del Parlamento Britannico), la reggia di Buckingham Palace (residenza ufficiale dei sovrani del Regno Unito), l'Abbazia di Westminster (luogo tradizionale di incoronazione e sepoltura dei sovrani inglesi), la cattedrale di Westminster (sede dell'omonima Arcidiocesi cattolica) e la tipica zona londinese del West End.
Il complesso di edifici che comprende il palazzo del Parlamento, l'abbazia di Westminster e la chiesa di Santa Margherita è stato designato dall'UNESCO patrimonio dell'umanità.

## Geografia fisica
La zona di Westminster è considerata il centro del Governo del Regno Unito, essendo la sede del Parlamento presso il Palazzo di Westminster e la maggior parte dei principali ministeri del Governo lungo Victoria Street, Great Smith Street e Whitehall.
All'interno dell'area vi è la Westminster School, una delle scuole pubbliche più celebri del Regno Unito. Il confine nord del quartiere di Westminster è segnato dal Green Park, uno dei parchi reali di Londra.
Benché tre dei quattro campus dell'Università di Westminster siano all'interno del borgo della Città di Westminster, nessuno di questi si trova nel quartiere di Westminster.

## Origini del nome
Il nome "Westminster" deriva dall'unione delle parole inglesi west ("occidente", "occidentale") e minster (in origine "monastero", poi usata per designare chiese di particolare importanza, tra cui diverse cattedrali). Il nome era riferito inizialmente alla sola Abbazia di Westminster.
È comune ritrovare il toponimo di "Westminster" nella toponomastica del centro di Londra che può essere trovato nel nome di parrocchie ecclesiastiche, di distretti di governo locale, di codici postali, di neologismi e nei nomi informali di quartieri (come quello di Victoria).
Oltre per il quartiere, il nome viene utilizzato anche per la più grande Città di Westminster, che è uno dei borghi della capitale che, nel 1965, è stato formato, aggregando gli ex borghi di Marylebone e Paddington.

### Utilizzo del toponimo in senso lato
Il nome "Westminster", a causa dei legami del quartiere con le attività politiche, viene, sin dal medioevo, usato come metonimia per il Parlamento e la comunità politica del Regno Unito in generale (in modo analogo, ci si riferisce al servizio civile con il nome del quartiere "Whitehall"). Di conseguenza il toponimo è utilizzato anche in riferimento al modello di governo parlamentare democratico che si è evoluto nel Regno Unito: si parla infatti di "sistema Westminster" riferendosi alla costituzione dello Stato e al sistema politico di molte nazioni, in particolare di quelle del Commonwealth delle nazioni e di altre parti dell'ex-impero britannico.
Il termine "Westminster Village", a volte utilizzato nel contesto della politica britannica, non fa riferimento ad un'area geografica ma viene impiegato soprattutto nella locuzione "Westminster Village gossip" ("Pettegolezzi del villaggio Westminster" in italiano); questo termine denota una presunta stretta cerchia sociale di parlamentari, giornalisti, politici, dei cosiddetti spin doctors e altri connessi ad eventi nel Palazzo di Westminster e nei Ministeri.

## Storia

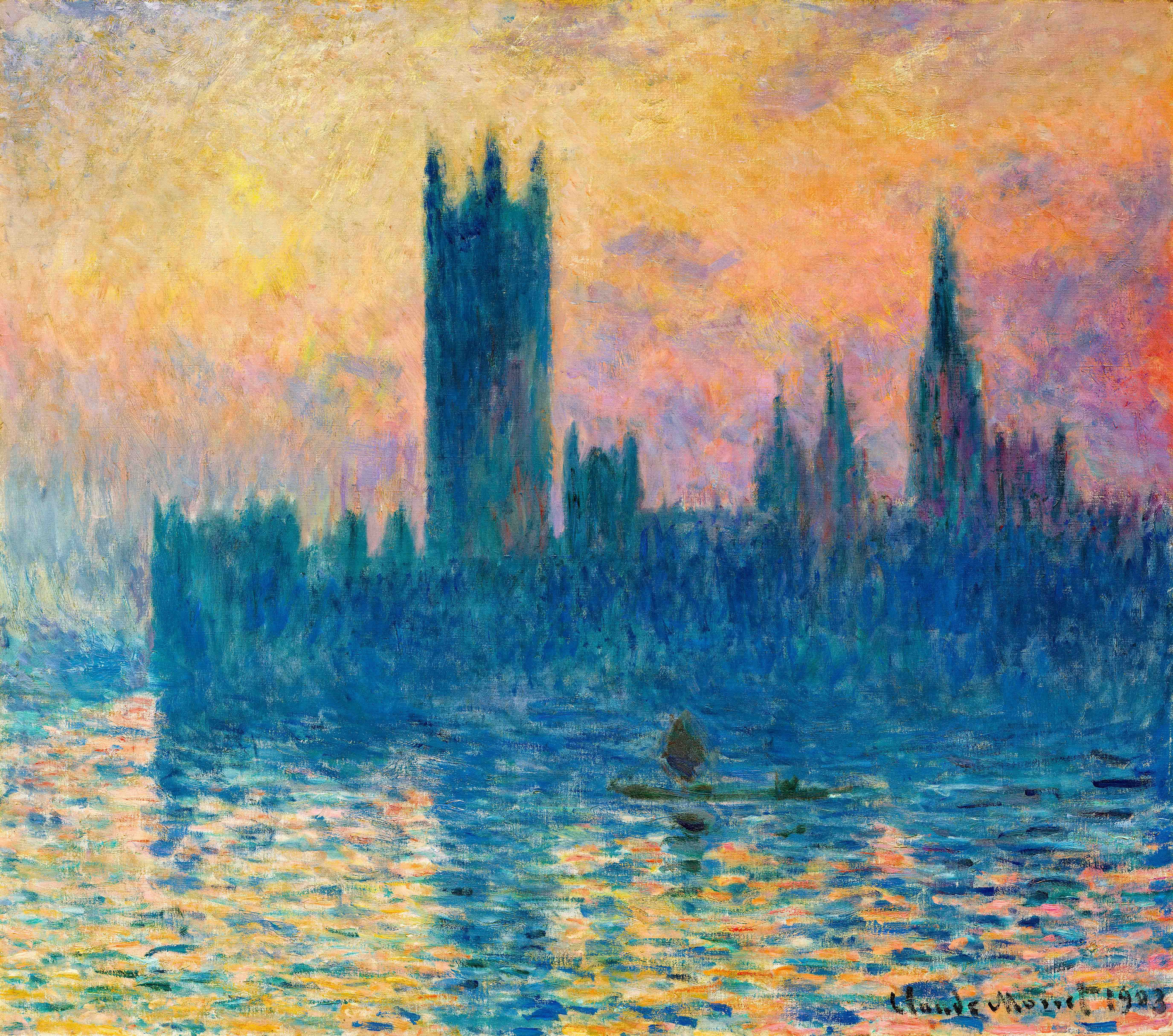
Le Parlement de Londres, Claude Monet, National Gallery of Art, Washington

### Sede reale
Il nucleo storico di Westminster è l'antica isola di Thorney su cui venne costruita l'abbazia di Westminster che è diventata la tradizionale sede dell'incoronazione dei re e delle regine d'Inghilterra.
Dal 1200 circa, nei pressi dell'abbazia, il palazzo di Westminster divenne la residenza reale principale, nella quale avvenne il trasferimento del tesoro reale e dei documenti finanziari da Winchester, nel Hampshire. Successivamente il palazzo ha ospitato il Parlamento e i tribunali d'Inghilterra. Di conseguenza, Londra ha sviluppato due punti focali: la Città di Londra (economico finanziario) e, in seguito al trasferimento della Corte Reale, Westminster (centro politico e culturale).
La monarchia successivamente si trasferì al Palazzo di Whitehall, localizzato a poca distanza in direzione nord-est rispetto al Palazzo di Westminster. I tribunali, invece, si sono mossi presso le Corti Reale di Giustizia, non lontano dal confine della città di Londra, lungo lo Strand.

### Divisione dell'età vittoriana
La "mappa della povertà" di Charles Booth del 1889 mostra l'intera gamma di reddito dei residenti di Londra. La mappa tematica mostra le strade con varie colorazioni in base alla classe economica dei residenti: giallo ("classi medio-alta e superiore"/"ricchi"), rosso ("piccola borghesia, classe media"), rosa ("buono abbastanza confortevole utili ordinari"), blu ("retribuzione intermittente o casuale") e nero ("classe più bassa: operai occasionali, venditori ambulanti, perdigiorno, criminali e semi-criminali"). Booth colorò Victoria Street, con i suoi nuovi negozi e appartamenti, giallo/oro.
All'interno del quartiere di Westminster, l'area centro-occidentale (nella parte meridionale del burrone alluvionale del canale Tyburn) era una zona molto povera in quanto ospitava, dal 1850, la baraccopoli nota come "Acro del Diavolo" (Devil's Acre in inglese); lungo la Victoria Street e altre piccole strade e piazze adiacenti, risiedevano, come mostra la colorazione giallo/oro, gli esponteni della classe sociale più abbiente di Londra.

I più poveri residenti, a seguito del miglioramento del sistema drenaggio e il conseguente sgombero delle baraccopoli in cui vivevano, hanno lasciato Westminster; tuttavia è rimasta intatta la tipica struttura dei quartieri centrali di Londra che prevede la distinzione tra zone molto ricche ed eleganti (anche dal punto di vista architettonico: in queste aree si trova un elevato numero di edifici classificati) e, nelle vicinanze di queste, zone di edilizia sociale, come gli edifici del Peabody Trust fondati dal filantropo George Peabody.

## Amministrazione
La zona di Westminster faceva parte della "Città e Libertà di Westminster" (City and Liberty of Westminster, in inglese) nella ex-contea del Middlesex. Questa unità amministrativa locale venne creata nell’Ossulstone nel 1585, con una sentenza della corte dei borghesi di Westminster (Westminster Court of Burgesses) a seguito della dissoluzione dei territori dell'abbazia di Westminster.

La Città di Westminster era composta da:
- la parte centrale della parrocchia di St. Margaret;
- l'area extra-parrocchiale del Chiostro della Chiesa Collegiata di St. Peter, ossia l’Abbazia di Westminster.

La Libertà della Città di Westminster era composta da:
- la parte separata della parrocchia di St. Margaret;
- la parrocchia di St. Martin in the Fields (successivamente suddivisa in St. Anne Soho, nel 1687, St. George Hanover Square, 1724, St. Paul Covent Garden, nel 1645, e St. James Piccadilly, 1685);
- parte della parrocchia di St. Clement Danes;
- parte della parrocchia di St. Mary-le-Strand;
- la zona extra-parrocchiale composta dal St. James's Palace;
- i Privy Gardens (noti anche come Whitehall Gardens)
- parti dei Palazzi di St. James e Whitehall.

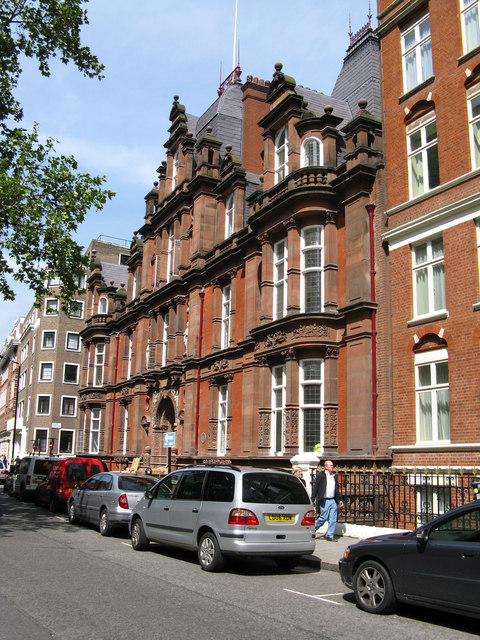
La Caxton Street sede del consiglio del District Board of Works di Westminster, dal 1883

La parrocchia di St. Margaret venne, nel 1727, suddivisa nelle due parrocchie di St. Margaret e St. John. Nonostante la scissione, le due parrocchie hanno continuato a essere governato da un'unica sacrestia ed erano comunemente noti come "Westminster St. Margaret and St. John".
Le due parrocchie sono state raggruppate nel distretto di Westminster nel 1855, quando entrarono nella zona di responsabilità del Metropolitan Board of Works. 30 dei membri del Consiglio Direttivo del Distretto erano eletti da St. Margaret mentre 27 erano eletti da St. John: il consiglio locale dell'autorità che comprendeva queste due parrocchie venne nel 1887 ribattezzata come St Margaret and St John Combined Vestry.
Per quanto riguarda la Libertà, le parrocchie di San Giacomo, di San Giorgio e di San Martino divennero altrettanti distretti del Board. Il resto del territorio, troppo parcellizzato, fu raggruppato nel distretto dello Strand.
L'area è stata trasferita dalla contea del Middlesex alla contea di Londra nel 1889 e il governo locale di Westminster è stato riformato nel 1900, quando il tribunale di borghesi e le sagrestie parrocchiali sono stati aboliti per essere sostituito con un consiglio di città metropolitana. Al consiglio è stato concesso lo status di Città e pertanto è conosciuto come Westminster City Council.

Nel 1965, con la creazione della Grande Londra, l'area è diventata parte del borgo della Città di Westminster.

## Infrastrutture e trasporti
La zona è servita dalla stazione Westminster della metropolitana di Londra, ed è collegata al quartiere di Lambeth, sull'altra sponda del Tamigi, tramite il Westminster Bridge.